# World Aquatics
World Aquatics, tot december 2022 de Fédération Internationale de Natation (FINA) is de overkoepelende internationale zwembond. De bond werd opgericht in 1908 door acht landen. In 2024 had de federatie 209 aangesloten bonden.
Tijdens de Olympische Spelen van Londen in 1908 stonden drie zwemonderdelen op het progamma: zwemmen, schoonspringen en waterpolo. Acht van de deelnemende landen, België, Denemarken, Duitsland, Finland, Frankrijk, Groot-Brittannië, Hongarije en Zweden, waren verantwoordelijk voor de oprichting van de zwembond in Manchester op 19 juli 1908.
De federatie gaat niet alleen over lijnzwemmen, maar behartigt ook de overige vormen van zwemsport: synchroonzwemmen, schoonspringen, waterpolo, openwaterzwemmen en klifduiken. World Aquatics organiseert (sinds 1973) onder meer de Wereldkampioenschappen zwemsporten. In samenwerking met het IOC organiseert de zwemfederatie om de vier jaar de Olympische zwemkampioenschappen.